# یواس‌اس کرن (ای‌اوجی-۲)
یواس‌اس کرن (ای‌اوجی-۲) (به انگلیسی: USS Kern (AOG-2)) یک کشتی بود که طول آن ۳۱۰ فوت ۹ اینچ (۹۴٫۷۲ متر) بود. این کشتی در سال ۱۹۴۲ ساخته شد.